# دانييلي مورنتي
دانييلي مورنتي (بالإيطالية: Daniele Morante)‏ هو لاعب كرة قدم إيطالي في مركز الهجوم، ولد في 4 ديسمبر 1979 في روما في إيطاليا. لعب مع نادي برو باتاريا ونادي تريفيزو ونادي ريميني ونادي لاتسيو ونادي ليكو ونادي مانتوفا وهيلاس فيرونا.